# 諫早市
諫早市（日语：／ Isahaya shi */?）是位於日本長崎縣中央的城市，北部為多良山系的山區，西側為長崎半島，南側為島原半島，西北部臨大村灣，東側臨諫早灣，南臨橘灣，境內共有三邊面向海灣。當地人口為縣內第三大，僅次於長崎市和佐世保市，也是九州第十四大城市。市內正在進行的諫早灣干拓事業為日本正在進行的大型围垦工程之一。

## 人口
| 諫早市人口分布圖 |                                               |  |
| 諫早市與日本全國年齡別人口分布比較圖 （2005年資料） | 諫早市的年齡、男女別人口分布圖 （2005年資料） |  |
| ■紫色是諫早市 ■綠色是全国 | ■藍色是男性 ■紅色是女性                       |  |
| 諫早市人口變化 \| 1970年 \| 107,030人 \| \| \| 1975年 \| 114,822人 \| \| \| 1980年 \| 127,339人 \| \| \| 1985年 \| 134,804人 \| \| \| 1990年 \| 138,918人 \| \| \| 1995年 \| 142,517人 \| \| \| 2000年 \| 144,299人 \| \| \| 2005年 \| 144,034人 \| \| \| 2010年 \| 140,752人 \| \| \| 2015年 \| 138,078人 \| \| \| 2020年 \| 133,852人 \| \| |                                               |  |
| 資料來源：日本總務省統計中心提供之人口普查數據 |                                               |  |
| 1970年 | 107,030人                                     |  |
| 1975年 | 114,822人                                     |  |
| 1980年 | 127,339人                                     |  |
| 1985年 | 134,804人                                     |  |
| 1990年 | 138,918人                                     |  |
| 1995年 | 142,517人                                     |  |
| 2000年 | 144,299人                                     |  |
| 2005年 | 144,034人                                     |  |
| 2010年 | 140,752人                                     |  |
| 2015年 | 138,078人                                     |  |
| 2020年 | 133,852人                                     |  |

## 歷史
鎌倉時代被稱為「伊佐早」，16世紀龍造寺氏將此地更名為「諫早」，並設為「佐賀藩諫早領」，諫早領的範圍包括現在的諫早市、長崎市和佐賀縣的部分地區。

### 年表
- 1889年4月1日：實施町村制，現在的轄區在當時分屬：
  - 北高來郡：諫早町、北諫早村、諫早村、小栗村、小野村、有喜村、真津山村、本野村、長田村、森山村、江之浦村、田結村、湯江村、小江村、深海村、小長井村。
  - 西彼杵郡：伊木力村、大草村、喜喜津村。
- 1923年4月1日：諫早町、北諫早村、諫早村合併為新設置的諫早町。
- 1940年9月1日：諫早町、小栗村、小野村、有喜村、真津山村、本野村、長田村合併為諫早市。
- 1940年11月3日：湯江村改制為湯江町（日语：湯江町）。
- 1955年2月11日：
  - 江之浦村和田結村合併為飯盛村。
  - 伊木力村、大草村、喜喜津村合併為多良見村。
- 1956年9月20日：湯江町、小江村、深海村合併為高來町（日语：高来町）。
- 1965年4月1日：飯盛村改制為飯盛町（日语：飯盛町）。
- 1965年11月23日：多良見村改制為多良見町（日语：多良見町）。
- 1966年11月1日：小長井村改制為小長井町（日语：小長井町）。
- 1969年4月1日：森山村改制為森山町（日语：森山町）。
- 2005年3月1日：諫早市、飯盛町、森山町、高來町、小長井町、多良見町合併為新設置的諫早市。[2]

### 變遷表
| 1889年以前 | 1889年4月1日 | 1889年 - 1926年     | 1926年 - 1944年      | 1945年 - 1959年        | 1960年 - 1989年         | 1989年 - 現在       | 現在                |
| ---------- | ------------ | ------------------- | -------------------- | ---------------------- | ----------------------- | ------------------- | ------------------- |
|            | 諫早町       | 1923年4月1日 諫早町 | 1940年9月1日 諫早市  | 1940年9月1日 諫早市    | 1940年9月1日 諫早市     | 2005年3月1日 諫早市 | 2005年3月1日 諫早市 |
|            | 諫早村       | 1923年4月1日 諫早町 | 1940年9月1日 諫早市  | 1940年9月1日 諫早市    | 1940年9月1日 諫早市     | 2005年3月1日 諫早市 | 2005年3月1日 諫早市 |
|            | 北諫早村     | 1923年4月1日 諫早町 | 1940年9月1日 諫早市  | 1940年9月1日 諫早市    | 1940年9月1日 諫早市     | 2005年3月1日 諫早市 | 2005年3月1日 諫早市 |
|            | 小栗村       |                     | 1940年9月1日 諫早市  | 1940年9月1日 諫早市    | 1940年9月1日 諫早市     | 2005年3月1日 諫早市 | 2005年3月1日 諫早市 |
|            | 本野村       |                     | 1940年9月1日 諫早市  | 1940年9月1日 諫早市    | 1940年9月1日 諫早市     | 2005年3月1日 諫早市 | 2005年3月1日 諫早市 |
|            | 真津山村     |                     | 1940年9月1日 諫早市  | 1940年9月1日 諫早市    | 1940年9月1日 諫早市     | 2005年3月1日 諫早市 | 2005年3月1日 諫早市 |
|            | 有喜村       |                     | 1940年9月1日 諫早市  | 1940年9月1日 諫早市    | 1940年9月1日 諫早市     | 2005年3月1日 諫早市 | 2005年3月1日 諫早市 |
|            | 小野村       |                     | 1940年9月1日 諫早市  | 1940年9月1日 諫早市    | 1940年9月1日 諫早市     | 2005年3月1日 諫早市 | 2005年3月1日 諫早市 |
|            | 長田村       |                     | 1940年9月1日 諫早市  | 1940年9月1日 諫早市    | 1940年9月1日 諫早市     | 2005年3月1日 諫早市 | 2005年3月1日 諫早市 |
|            | 田結村       | 田結村              | 田結村               | 1955年2月11日 飯盛村   | 1955年2月11日 飯盛村    | 2005年3月1日 諫早市 | 2005年3月1日 諫早市 |
|            | 江之浦村     |                     |                      | 1955年2月11日 飯盛村   | 1955年2月11日 飯盛村    | 2005年3月1日 諫早市 | 2005年3月1日 諫早市 |
|            | 森山村       | 森山村              | 森山村               | 森山村                 | 1969年4月1日 森山町     | 2005年3月1日 諫早市 | 2005年3月1日 諫早市 |
|            | 湯江村       | 湯江村              | 1940年11月3日 湯江町 | 1956年9月20日 高來町   | 1956年9月20日 高來町    | 2005年3月1日 諫早市 | 2005年3月1日 諫早市 |
|            | 小江村       |                     |                      | 1956年9月20日 高來町   | 1956年9月20日 高來町    | 2005年3月1日 諫早市 | 2005年3月1日 諫早市 |
|            | 深海村       |                     |                      | 1956年9月20日 高來町   | 1956年9月20日 高來町    | 2005年3月1日 諫早市 | 2005年3月1日 諫早市 |
|            | 小長井村     | 小長井村            | 小長井村             | 小長井村               | 1966年11月1日 小長井町  | 2005年3月1日 諫早市 | 2005年3月1日 諫早市 |
|            | 喜喜津村     | 喜喜津村            | 喜喜津村             | 1955年2月11日 多良見村 | 1965年11月23日 多良見町 | 2005年3月1日 諫早市 | 2005年3月1日 諫早市 |
|            | 大草村       |                     |                      | 1955年2月11日 多良見村 | 1965年11月23日 多良見町 | 2005年3月1日 諫早市 | 2005年3月1日 諫早市 |
|            | 伊木力村     |                     |                      | 1955年2月11日 多良見村 | 1965年11月23日 多良見町 | 2005年3月1日 諫早市 | 2005年3月1日 諫早市 |

## 交通

### 鐵路
- 九州旅客鐵道
  - 西九州新幹線：諫早車站

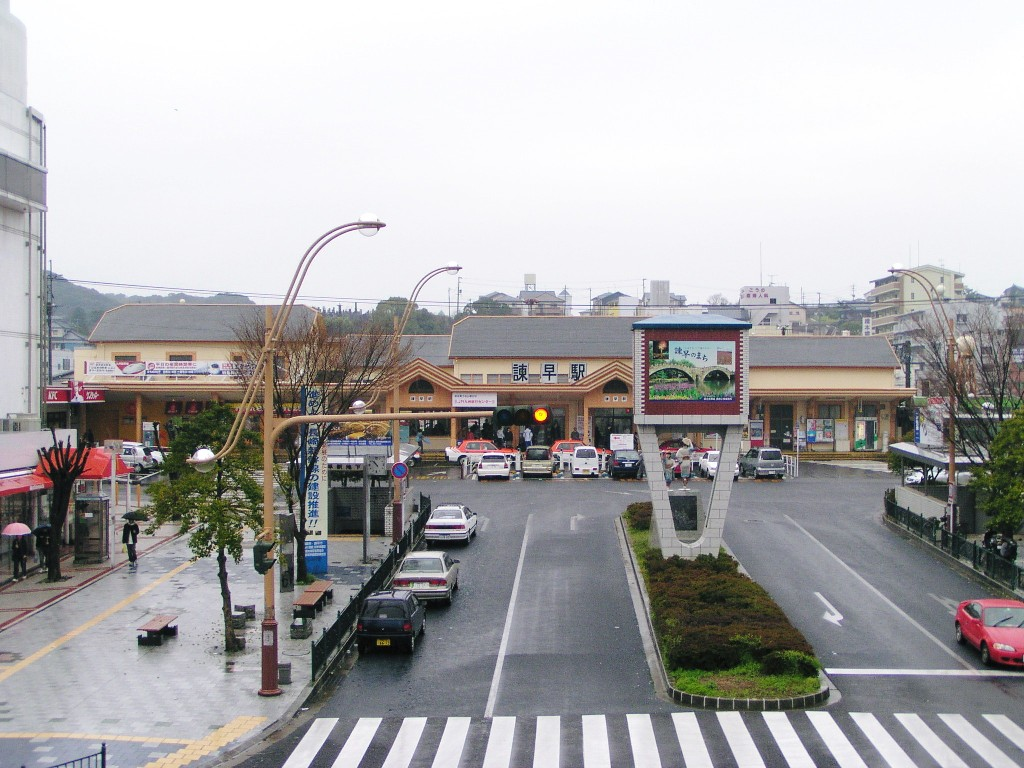
諫早車站

  - 長崎本線：小長井車站 - 長里車站 - 湯江車站 - 小江車站 - 肥前長田車站 - 東諫早車站 - 諫早車站 - 西諫早車站 - 喜喜津車站 - 市布車站
  - 長崎本線（舊線）：喜喜津車站 - 東園車站 - 大草車站
  - 大村線：諫早車站
- 島原鐵道
  - 島原鐵道線：諫早車站 - 本諫早車站 - 幸車站 - 小野車站 - 干拓之里車站 - 森山車站 - 釜之鼻車站 - 諫早東高校車站

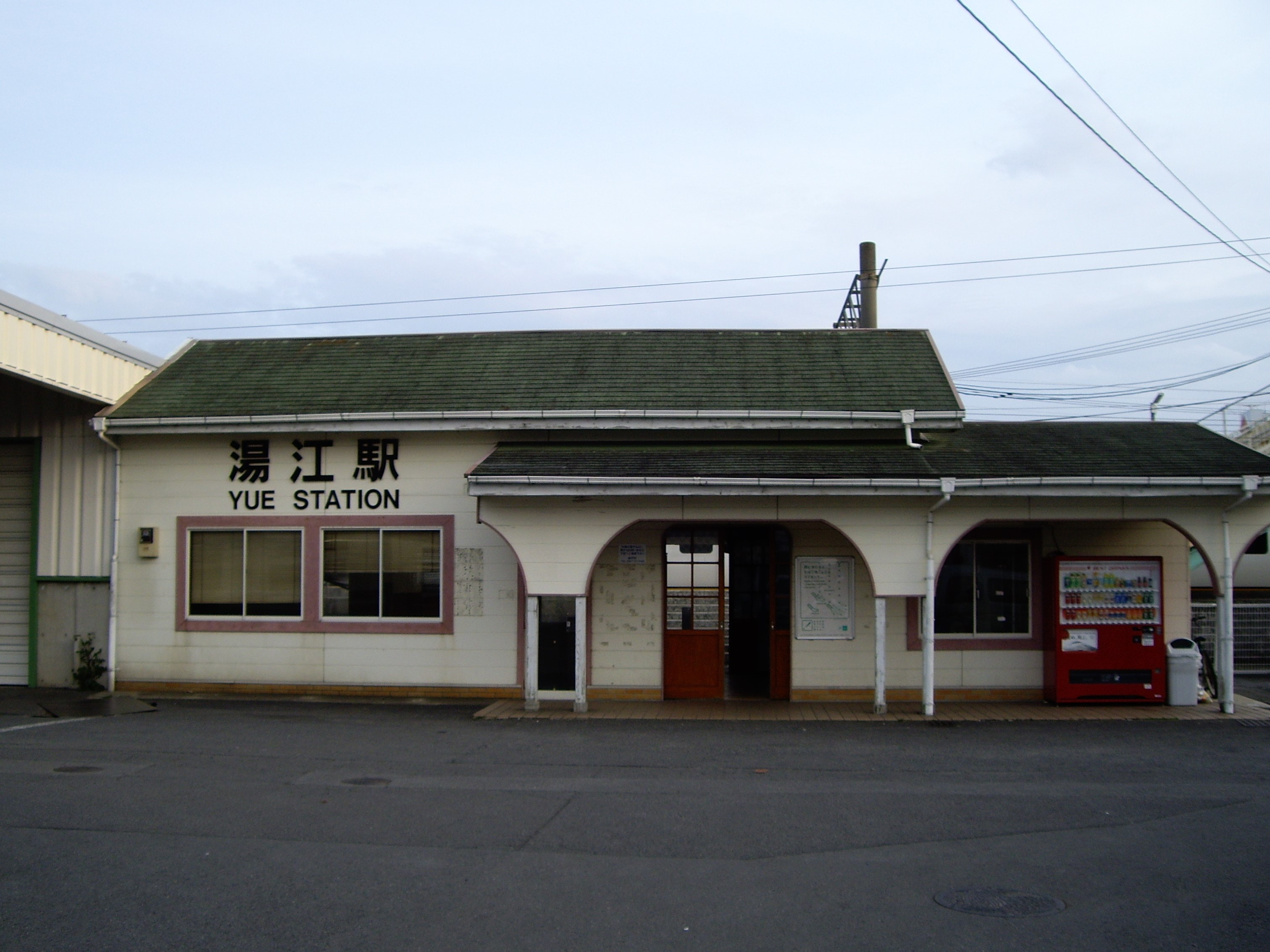
湯江車站
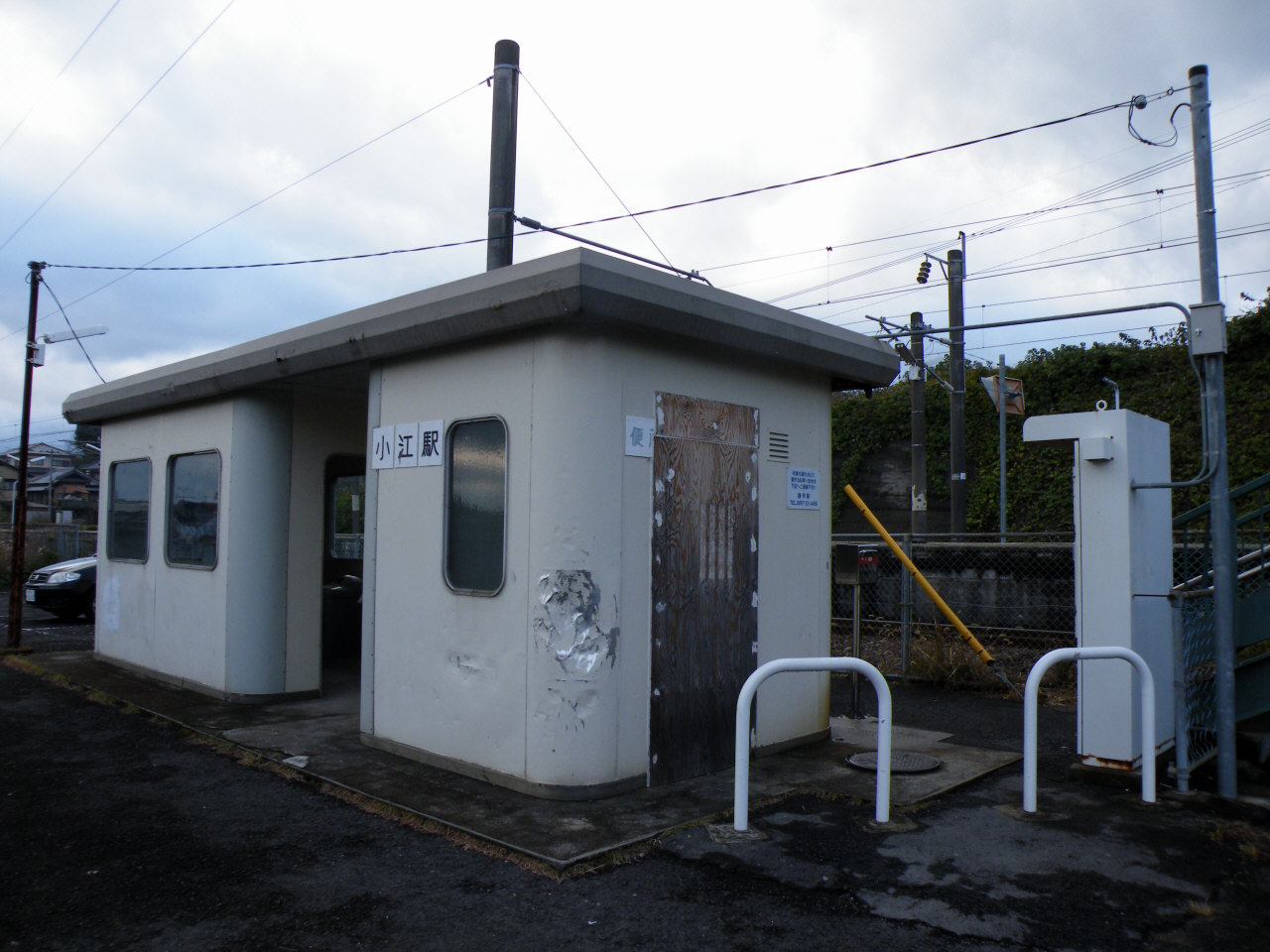
小江車站
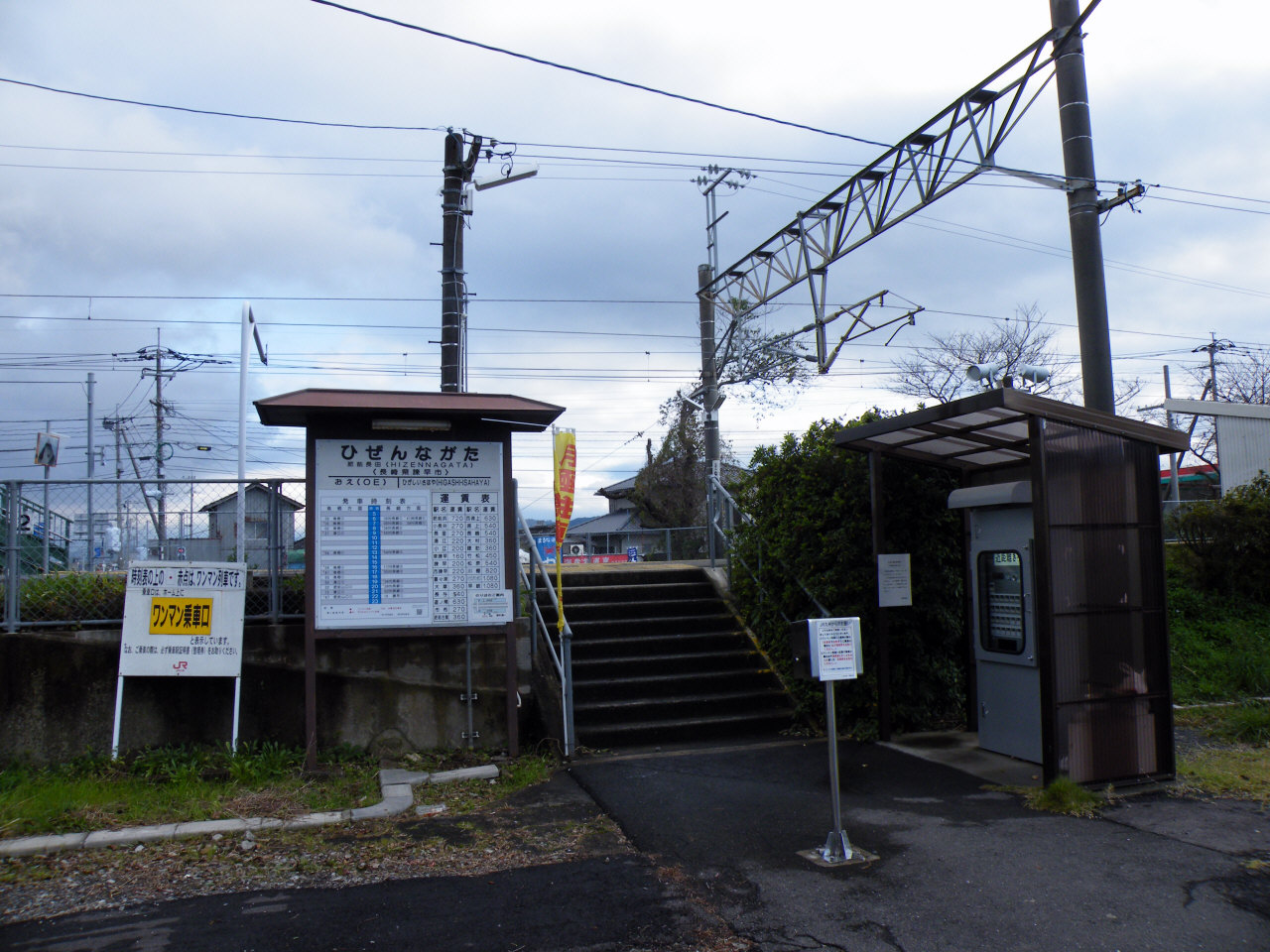
肥前長田車站
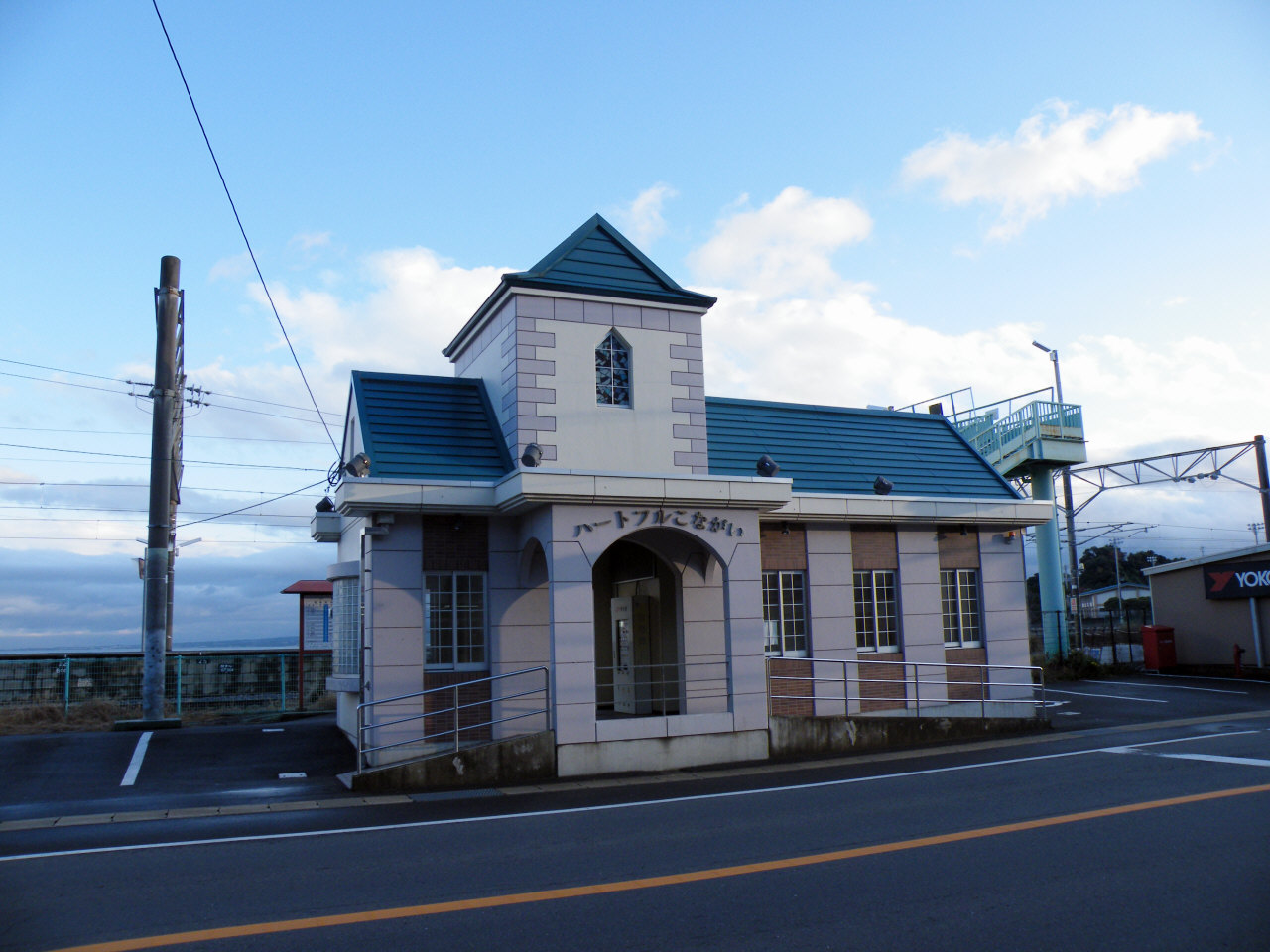
小長井車站
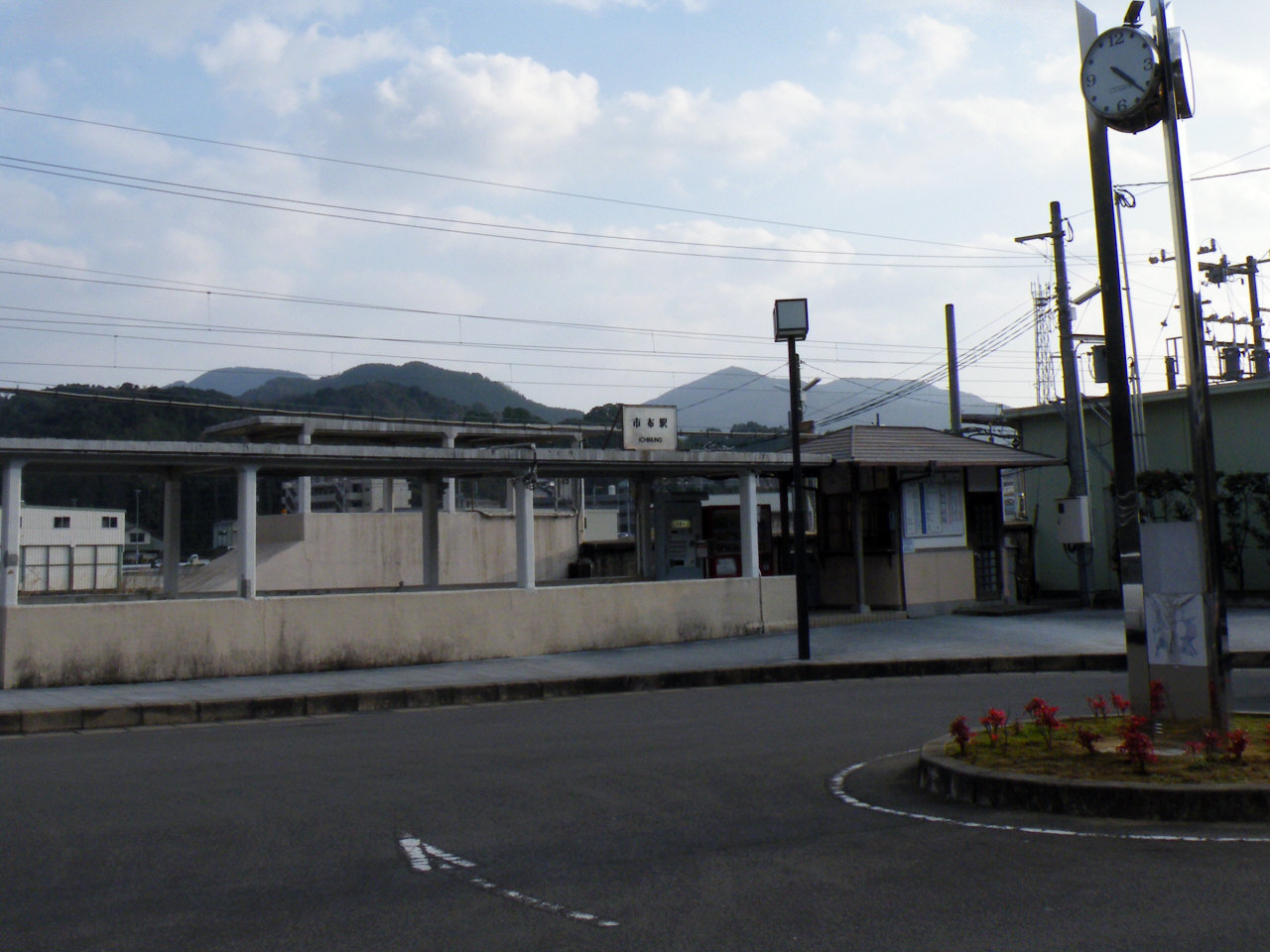
市布車站
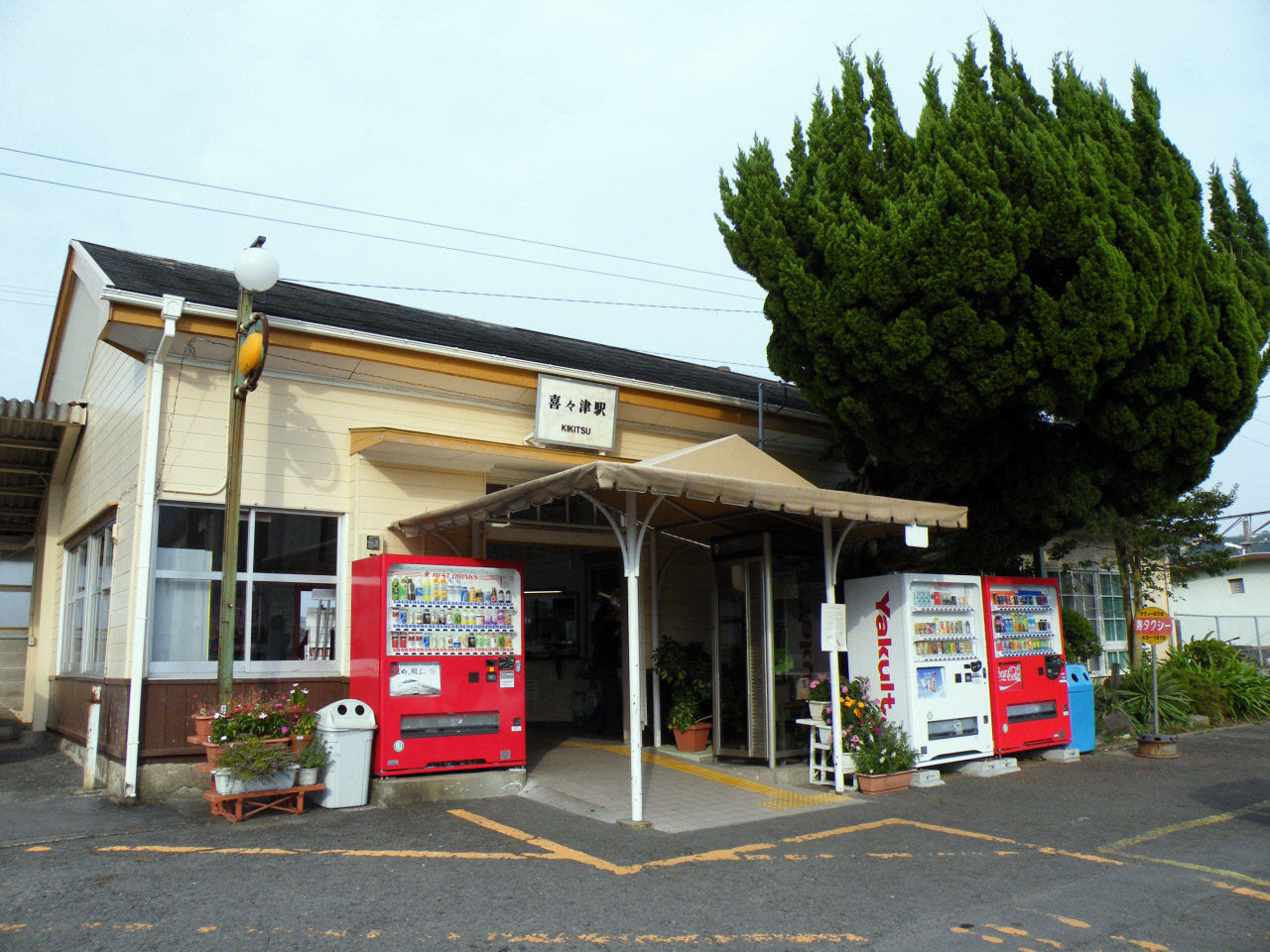
喜喜津車站
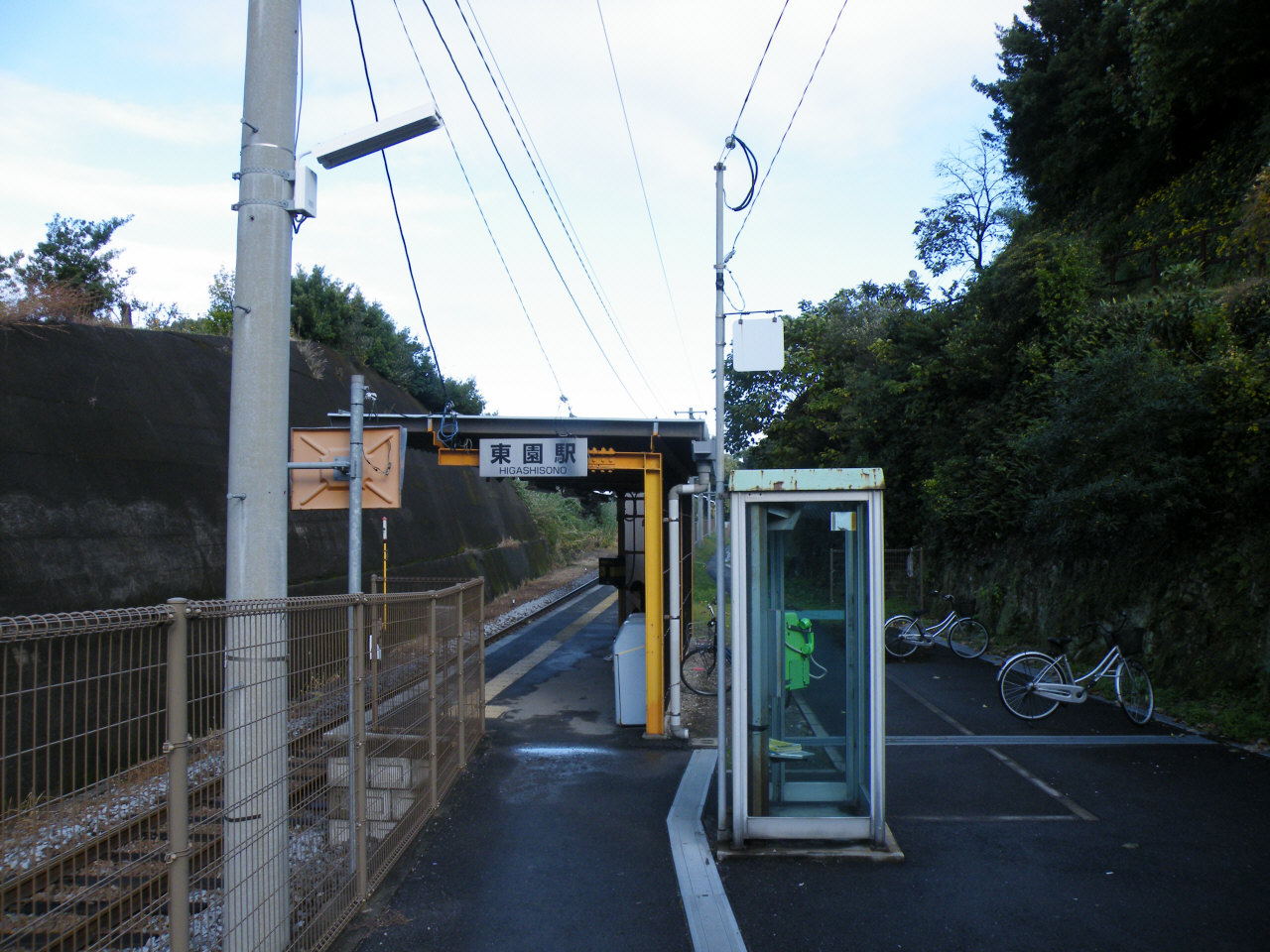
東園車站
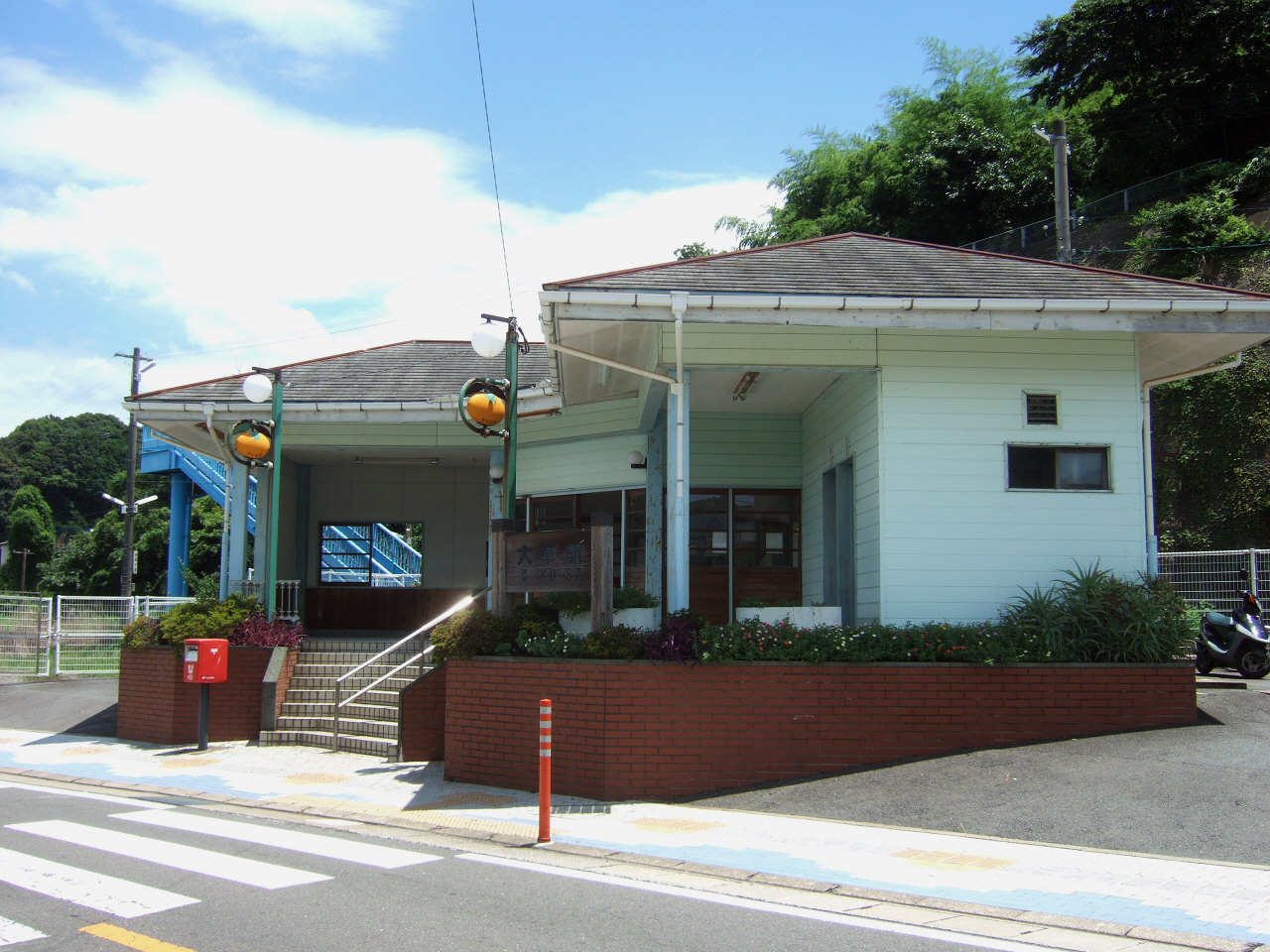
大草車站

### 道路
高速道路
- 長崎自動車道：諫早交流道（日语：諫早インターチェンジ） - 長崎多良見交流道（日语：長崎多良見インターチェンジ）

## 觀光資源
景點
- 諫早陣屋
- 眼鏡橋
- 轟溪谷：名水百選之一
- 富川溪谷
- 白木峰高原

祭典、活動
- 諫早杜鵑花祭：4月
- 諫早、川祭：7月25日，為過去諫早發生重大水災之日期
- のんのこ諫早祭：9月

## 相關文化作品
小說
- 蝶々さん（作者：市川森一）
- 諫早菖蒲日記　草のつるぎ　など（作者：野呂邦暢）

電視劇
- 親戚たち（編劇：市川森一、主演：役所廣司）

舞台劇
- 泥人魚：（劇本：唐十郎

## 教育
大學
- 長崎衛斯理大學

高等學校
| 公立 - 長崎縣立諫早高等學校 - 高來分校 - 長崎縣立西陵高等學校 - 長崎縣立諫早東高等學校 - 長崎縣立諫早農業高等學校 - 長崎縣立諫早商業高等學校 | 私立 - 長崎日本大學中學校、高等學校 - 創成館高等學校 - 鎮西學院高等學校 |

特殊學校
- 長崎縣立諫早養護學校
- 長崎縣立諫早東養護學校
- 長崎縣立希望丘高等養護學校
- 長崎縣立虹之原養護みさかえ分校

## 姊妹、友好都市

### 日本
- 出雲市 （島根縣）：於1981年7月28日共同簽訂友好交流都市協定。
- 津山市 （岡山縣）：於1981年7月28日共同簽訂友好交流都市協定。

### 海外
- 雅典（美國田納西州）
- 漳州市（中華人民共和國福建省）

## 本地出身之名人
| - 蒼井のぞみ：俳優 - 伊東靜雄：詩人 - 市川森一：編劇 - 內村航平：體操選手 - 梅崎司：職業足球選手 - 大城英司：俳優 - 貝塚政秀：職業棒球選手 - 垣根涼介：小説家 - 草場道輝：漫畫家 - 坪田真理子：前歌手 - 嗣子鵬慶昌：前相撲力士 - 津山ちなみ：漫畫家 - 鳥羽結子：演歌歌手 | - 中村隼人：前職業棒球選手 - 中村北斗：職業足球選手 - 野呂邦暢：小説家 - 野口彌太郎：畫家 - 初村瀧一郎：政治家 - 東良信：內閣府審議官 - 藤原新：田徑選手 - 松橋章太：職業足球選手 - 松橋優：職業足球選手 - 御厨哲美：漫畫家 - 役所廣司：俳優 - 吉崎觀音：漫畫家 - 宮田由佳里：排球選手 - 濱口華菜里：排球選手 |

## 外部連結
- （日語） 官方网站
- （日語） 諫早觀光物產聯合協會 （页面存档备份，存于）
- （日語） 諫早商工會 （页面存档备份，存于）